# Søllerød Slot
Søllerød Slot (tidligere Søllerødgaard) er et landsted i Søllerød. I 1740 lod greve Frederik Danneskiold-Samsøe (1. november 1703 – 18. juli 1770) opføre en prægtig bygning, som han kaldte Søllerødgaard. Han var formentlig søn af greve Christian Gyldenløve (1674-1703) og Dorothea Krag (1675-1754) og barnebarn af Sophie Amalie Moth (1654-1719) – kong Christian 5.s (1646-1699) elskerinde. Det var færdigbygget i 1743.

## Historie og ejerliste
- 1740 lod greve Frederik Danneskiold-Samsøe et landsted eller lystslot bygge
- 1743 stod slottet færdigt
- 1755 solgtes slottet til baron Friedrich Ludwig von Dehn
- 1763 købte Frederik 5. stedet der overlod det til general Claude Louis de Saint-Germain, som byggede en del om på slottet
- 1768 overtog Arveprins Frederik slottet
- 1780 solgtes slottet til beridder F. Chr. Schäffer
- 1784 blev slotsbygningerne erstattet af en mere beskeden gård
- 1812 købte J.F.V. Schlegel (1765-1836) slottet
- 1884 blev en del af det originale rokokogitter fra Odd Fellow Palæet flyttet til Søllerød Slot, idet palæet blev om- og tilbygget til koncertpalæ
- 1907 blev stedet købt af jægermester Carl Tvermoes
- 1915 opførte Tvermoes et palæ til afløsning af gården fra 1784
- 1921 brændte palæet, men blev kort efter genopbygget i stort set uændret form

## Andre beboere
- C.E. Bardenfleth embedsmand og politiker midt i det 19. århundrede